# Age of Mythology
Age of Mythology (с англ. — «Эпоха мифологии»; сокр. AoM) — компьютерная игра в жанре стратегии в реальном времени, разработанная компанией Ensemble Studios и изданная компанией Microsoft Game Studios в ноябре 2002 года.
Будучи спин-оффом серии Age of Empires и наследуя оттуда многие аспекты игрового процесса, игра всё же более сконцентрирована на мифологии и легендах древних греков, скандинавов и египтян, чем на достоверных исторических событиях. Сюжетная кампания повествует об атлантийском адмирале Аркантосе, который для защиты своей родины от уничтожения пускается в погоню за циклопом, вступившим в сговор с Посейдоном, и пересекает по пути земли всех трёх вышеупомянутых народов.
Игра была хорошо принята критиками и достигла продаж в миллион копий меньше, чем за четыре месяца. Средний балл на Metacritic и Game Rankings составил около 89 %. Элементы игрового процесса были оценены преимущественно положительно, но некоторые рецензенты критически отнеслись к длине кампании и к однообразию заданий.
В 2014 году в Steam вышло издание Extended Edition, отличающееся незначительными изменениями графики и интерфейса и включающее в себя оригинальную игру, дополнение The Titans и кампанию The Golden Gift, ранее доступную как отдельно скачиваемый контент. 28 января 2016 года для этого издания было выпущено дополнение Age of Mythology: Tale of the Dragon, вводящее в игру китайскую культуру и мифологию.
25 октября 2022 года состоялся анонс полноценного ремастера игры под названием Age of Mythology: Retold. В феврале 2024 года были представлены первые скриншоты и планируемая дата релиза — 2024 год.

## Игровой процесс
Являясь спин-оффом серии Age of Empires, игра наследует основные механики из предыдущих игр серии. Как и множество других RTS, Age of Mythology базируется на возведении городов, использовании ресурсов, создании армий и уничтожении вражеских армий и городов. Игрок должен провести своё племя через несколько «эпох»: архаическую, классическую, героическую и мифическую эпохи. Для перехода в каждую новую эпоху необходимо заплатить некоторое количество ресурсов в главном здании — городском центре. С переходом в следующую эпоху открываются новые боевые единицы и строения.
В Age of Mythology три доступных для игры фракции: греки, египтяне и скандинавы. У каждой нации в игре есть три «главных» бога (Зевс, Посейдон и Аид у греков; Ра, Исида и Сет у египтян; Тор, Один и Локи у скандинавов) и по девять второстепенных. Главного бога игрок выбирает перед началом партии, второстепенные же выбираются при переходе из одной эпохи в другую. Каждый бог даёт игроку возможность изучить какое-либо усовершенствование для его зданий или юнитов, а также возможность нанимать мифических существ и использовать «божественную способность», которая может быть направлена на помощь игроку либо же на вред его противнику.

### Ресурсы
В игре четыре ресурса: пища, древесина, золото и благословение (в отличие от других игр серии Age of Empires, здесь отсутствует камень). Они тратятся на постройку зданий, наём юнитов и изучение технологий. Ресурсы добываются рабочими — специальными юнитами, их название различно у каждой фракции — и рыбацкими лодками. Пища добывается в виде ягод, собираемых с растений, мяса, добываемого из туш животных, и рыбы, ловимой рыбацкими лодками. Также пищу можно получать с ферм — специальных зданий, которые приносят пищу, если на них работают юниты.
Древесина добывается вырубкой леса. Золото можно добывать из золотых приисков, а также с помощью рынков. На рынках можно обменивать древесину и пищу на золото. Также можно пускать караваны между двумя союзными зданиями — рынком и центром города; чем больше расстояние между ними, тем больше золота приносит караван.
Благословение каждая из рас получает своим путём: грекам нужно, чтобы у храма молились крестьяне, египтянам — строить монументы, а скандинавам — сражаться. Тратится благословение на наём мифических существ, постройку некоторых зданий и изучение специальных усовершенствований.

### Юниты
Большую часть армий составляют воины-люди. Каждый юнит занимает определённое количество единиц населения, число которых зависит от числа построенных домов (их может быть не больше десяти) и городских центров (их количество ограничено тем, что строиться они могут лишь в определённых местах). При этом обычный крестьянин занимает один слот, а некоторые мифические создания — до пяти. Для большинства юнитов доступны улучшения, повышающие их характеристики либо же добавляющие новые способности.
Всех военных юнитов можно подразделить на семь категорий: пехота, кавалерия, лучники (в игре они обобщены как человеческие юниты), осадные орудия, флот, герои и мифические создания. Они взаимодействуют по принципу «камень, ножницы, бумага»: пехота слаба перед лучниками, кавалерия — перед пехотой, а лучники — перед кавалерией, но при этом существует и противопехотная пехота, и кавалерия, эффективная против кавалерии, но нет кавалерии, хорошо сражающейся против пехоты. Такие же правила распространяются и на корабли. Осадные орудия предназначены для разрушения зданий, но уязвимы перед особым типом кавалерии. Герои используются против мифических существ, назначение которых может быть различно, но в общем случае большинство из них используются против обычных человеческих юнитов, реже для разрушения сооружений. Также герои способны подбирать и переносить реликвии, которые после размещения в храме игрока предоставляют ему определённые бонусы.

### Здания
Здания в игре разделяются по своей специализации — в большинстве из них можно нанимать юнитов, и/или изучать различные усовершенствования, способности и умения для своих юнитов и зданий. Главнейшим зданием является городской центр, исполняющий те же функции, что и в других играх Age of Empires — в нём нанимаются все гражданские юниты, кроме рыболовецких лодок, но также он отвечает за переход из одной эпохи в следующую. К тому же городской центр даёт больше единиц населения, чем обычные дома. Особняком стоят фермы, с помощью которых можно добывать пищу, и рынки, на которых можно обменивать ресурсы и покупать караваны.
Названия военных зданий различны у разных фракций, но все они выполняют схожие функции и производят схожих юнитов. Также в военных зданиях могут изучаться усовершенствования для оружия и воинов, повышающие характеристики.
Башни и стены выполняют только защитную функцию — юнитов нанимать в них нельзя. Башни и стены могут модернизироваться, но усовершенствования, изучаемые в них, действуют только на них самих, не затрагивая здания других типов.
Помимо этого всем игрокам доступна возможность построить чудо света — уникальное здание (каждый игрок может иметь не более одного). Чудо света ничего не производит и требует большого количества ресурсов и времени на возведение. Существуют режимы игры, где основной целью является постройка чуда, которое, если не дать возможности противникам разрушить его до окончания отсчёта, приносит игроку победу.

## Кампания
В отличие от режимов кампании Age of Empires и Age of Empires II: The Age of Kings, в Age of Mythology всего одна центральная кампания. Кампания, озаглавленная «Падение Трезубца» (англ. Fall of the Trident), состоит из 32 миссий. Сценарий игры основан на вольном переложении древнегреческих, древнеегипетских и скандинавских мифов. Сюжет излагается в виде кат-сцен, созданных на движке, показываемых в начале, а также, иногда, в конце миссий. Игра предваряется отрендеренным видеороликом, показывающим сцену битвы людей с мифическими монстрами, в котором изображается заточение Кроноса в Тартар.
Структурно кампанию можно разделить на несколько частей: первые 10 миссий игрок играет за греческую расу, затем идёт несколько миссий за египтян, после — за скандинавов, а последние две миссии и миссия между египетской и скандинавской частями кампании снова заставляют игрока управлять греческими войсками.
В отличие от других вариантов одиночной игры и мультиплеера, в кампании условия победы в каждой миссии различны. Для победы в миссии надо выполнить все обязательные задания, которые даются игроку в порядке их выполнения. Также могут быть и дополнительные задания, выполнение которых не обязательно, но даёт игроку некое преимущество или бонус.

### Сюжет
История игры начинается в Атлантиде, где адмирал Аркантос пытается восстановить покровительство бога атлантов Посейдона. Аркантос защищает Атлантиду от нападения пиратов и вскоре вынуждает их отступить. Затем, пустившись за ними в погоню, чтобы вернуть украденный со статуи Посейдона трезубец, он отправляется к Агамемнонону и участвует в Троянской войне. После нескольких сражений Аркантос вместе с Одиссеем и Аяксом разрабатывает план захвата Трои с помощью Троянского коня. Одержав победу во взятии города, Аркантос и Аякс отправляются в Грецию к кентавру Хирону, чтобы починить корабли. Но добравшись до его мастерских, они обнаруживают, что порт захвачен неизвестными разбойниками. Освобождённый Аркантос и Аяксом из плена Хирон сообщает им, что все его люди угнаны в рабство. Вместе они отправляются на север, где находят пленников раскапывающими проход в Преисподнюю под надзором циклопа Гаргаренсиса, руководящего Камосом, предводителем пиратов, стоявшим за нападением на Атлантиду. Когда раскопки завершаются, герои следуют за Гаргаренсисом вниз и доходят до огромных ворот Тартара, которые пытаются разрушить тараном циклопы-слуги Гаргаренсиса. Троица, несмотря на незнание назначения этих врат, уничтожает таран, не дав их разрушить. Но Гаргаренсис выбирается наверх, отрезав своим преследователям путь назад, и они остаются в подземном мире.
Найдя ближайший выход на поверхность, герои попадают в Египет, где встречают нубийскую воительницу Аманру, собирающую разрозненные части тела бога Осириса, убитого Сетом, чтобы воскресить его, и соглашаются помочь ей. Во время путешествия по Египту в поисках ковчегов с останками Осириса Аркантос видит сон, в котором Афина рассказывает ему о намерениях Гаргаренсиса освободить из Тартара Кроноса, разрушив одни из четырёх врат, за награду от него — бессмертие. Аманра отвоёвывает ковчег у прислужника Гаргаренсиса — жреца Кемсита, Хирон извлекает голову Осириса из священного дерева Тамариска, а Аркантос и Аякс убивают командира пиратов Камоса, завладевшего последней частью. После проведения обряда Осирис воскресает и уничтожает армию Гаргаренсиса, но последнему удаётся избежать возмездия, отплыв к третьим вратам Тартара в Скандинавию.
По пути на север Аркантос и Аякс находят потерпевшее кораблекрушение судно Одиссея и помогают ему уничтожить Цирцею. Прибыв в Скандинавию, герои сталкиваются с дворфами Брокком и Эйтри, которые решают показать им дорогу в Нифльхайм в обмен на защиту своих мастерских от великанов. По пути они встречают старика Скульт, поручающего им нести знамя, которое, как он утверждает, должно воссоединить разрозненные кланы, но при попытке примирить враждующих, показав знамя, герои узнают, что на нём вышит знак снежного великана Фольстага, терроризирующего местных жителей, — символ раздора. В конце концов знамя возымеет прямо противоположный эффект и гнев лидеров кланов обращается на героев. После того как Скульт разоблачается, признавшись, что он — воплощение бога Локи, герои узнают, что Локи помогает Гаргаренсису. Найдя третьи врата в Тартар, герои снова пытаются уничтожить таран Гаргаренсиса, а Хирон приносит себя в жертву, перекрывая путь армии противника. Слугам Гаргаренсиса удаётся взломать запор врат, но они тут же запечатываются молотом Тора. Гаргаренсис оказывается разбит, на подмогу героям приходят войска Одиссея, и Аякс отрубает голову Гаргаренсису .
По прибытии в Атлантиду Аркантос обнаруживает, что голова Гаргаренсиса, которую он вёз в качестве трофея, превратилась в голову Кемсита. Гаргаренсис всё ещё жив и, прибыв в Атлантиду раньше, пытается открыть последние врата, расположенные у главного храма Посейдона. Аркантос строит памятник в честь Зевса, за что тот наделяет его божественной силой, с помощью которой Аркантос уничтожает оживлённую Гаргаренсисом статую Посейдона, что приводит к затоплению Атлантиды. Гаргаренсис случайно заколот трезубцем падающей статуи, а Аркантос умирает, но Афина превращает его в полубога, сделав бессмертным.

### The Golden Gift
Мини-кампания «Золотой подарок» (The Golden Gift) была выпущена в виде отдельно скачиваемого контента на сайте Microsoft. Кампания повествует о дальнейшей судьбе братьев Брокка и Эйтри, героев оригинальной игры. Они собираются сделать механического золотого вепря в подарок Фрейру. Вновь появившийся Скульт пытается помешать этим планам, сказав каждому из гномов, что другой брат собирается присвоить себе авторство вепря. Когда же они, несмотря на это, всё-таки заканчивают сооружение механизма, Скульт выкрадывает вепря и прячет его в крепости Локи. Но братья собирают армию и отвоёвывают подарок, который преподносят Фрейру.

## Многопользовательская игра
Большая часть многопользовательских игр происходят с помощью службы Ensemble Studios Online (ESO) или через прямую LAN- или IP-связь. В комплект поставки с Age of Mythology входит один бесплатный аккаунт в ESO. Некоторые функции ESO напоминали ряду критиков Battle.net от Blizzard — например, возможность вести чат во время матчей.
В многопользовательской игре семь режимов игры, все они являются стандартными для RTS:
- Превосходство — стандартный режим, случайно сгенерированная карта местности, все геймплейные возможности включены.
- Завоевание — отличается от предыдущего тем, что победа достигается только уничтожением всех противников.
- Deathmatch — отличается от первого режима тем, что начальное количество ресурсов увеличено.
- Блицкриг — игра с удвоенной относительно обычной скоростью.
- Кочевник — игрок начинает с юнитами-строителями без зданий.
- Царь горы — для победы игроку нужно в течение определённого времени контролировать некоторый объект на карте.
- Внезапная смерть — игрок проигрывает, если у него нет ни одного городского центра в течение определённого времени.

Кроме того, проводились киберспортивные соревнования по Age of Mythology: так, в 2003 году игра стала одной из дисциплин WCG Russia и финальной части чемпионата мира World Cyber Games с общим призовым фондом в 49 000 долларов США — проводились матчи один на один, а также между сборными стран из двух человек. Также в 2004 году в версии с дополнением The Titans игра была включена в программу Global Gaming League.

## Разработка
| Системные требования    | Системные требования                                             | Системные требования                                             |
| ----------------------- | ---------------------------------------------------------------- | ---------------------------------------------------------------- |
|                         | Минимальные                                                      | Рекомендуемые                                                    |
| Microsoft Windows       |                                                                  |                                                                  |
| ОС                      | Windows 98 и новее                                               | Windows 98 и новее                                               |
| ЦПУ                     | Pentium II 450 МГц                                               | 600 Мгц                                                          |
| Объём ОЗУ               | 128 МБ                                                           | 256 МБ                                                           |
| Место на диске          | 1,5 ГБ                                                           | 1,5 ГБ                                                           |
| Информационный носитель | CD                                                               | CD                                                               |
| Видеокарта              | 16 МБ                                                            | 32 МБ                                                            |
| Сеть                    | модем 56 Кбайт для мультиплеера                                  | модем 56 Кбайт для мультиплеера                                  |
| Устройства ввода        | компьютерная мышь, клавиатура                                    | компьютерная мышь, клавиатура                                    |
| Mac OS X                |                                                                  |                                                                  |
| ОС                      | Mac OS X 10.2.6 или новее                                        | Mac OS X 10.2.6 или новее                                        |
| ЦПУ                     | 450 Мгц или выше                                                 | 450 Мгц или выше                                                 |
| Объём ОЗУ               | 256 МБ                                                           | 256 МБ                                                           |
| Место на диске          | 1,5 ГБ                                                           | 1,5 ГБ                                                           |
| Информационный носитель | CD                                                               | CD                                                               |
| Видеокарта              | Radeon/GeForce 2 MX или лучше (объём видеопамяти 16 МБ и больше) | Radeon/GeForce 2 MX или лучше (объём видеопамяти 16 МБ и больше) |
| Сеть                    | модем 56 Кбайт для мультиплеера                                  | модем 56 Кбайт для мультиплеера                                  |
| Устройства ввода        | компьютерная мышь, клавиатура                                    | компьютерная мышь, клавиатура                                    |

Ensemble Studios приступили к разработке своего первого 3D-движка во время производства Age of Empires II:The Age of Kings. Движок был назван BANG! Engine, его анонс состоялся в январе 2001, сообщалось, что он будет использоваться в игре под кодовым названием RTS III. RTS III впоследствии была названа Age of Mythology.
В процессе разработки Age of Mythology Ensemble Studios решили отказаться от главной черты Age of Empires — историчности, чтобы избежать самоповторений. Это позволило им работать над новыми идеями и концептами.
После официального анонса игры в сентябре 2002 была выпущена триал-версия игры. В демоверсии было 5 сценариев кампании из оригинальной игры и две случайно генерируемых карты для скирмиша. В триал-версии игрок мог выбирать в качестве главного бога только Зевса, тогда как полная версия включает 9 богов.
Age of Mythology прошла через долгое тестирование в процессе разработки, потому что в Ensemble Studios хотели создать более сбалансированную и конкурентоспособную игру по сравнению с её предшественниками. Грег Стрит из GameSpy считает, что одной из причин популярности Age of Mythology стало то, что Ensemble Studios много времени потратили на тестирование вместо того, чтобы получать советы от безликого робота из соседнего здания. Во время разработки долгое время решалось, как реализовать применение игроком «Божественных способностей» так, чтобы они одновременно не приносили дисбаланса в игру и были бы развлекательным элементом. В конце концов было решено ограничить использование каждой способности лишь единожды одним игроком (в дополнении The Titans появились способности, которые можно было применять ограниченное количество раз, однако они были менее мощными).
В России игра официально вышла аж в 2008 году — спустя 5 лет после релиза аддона и 6 лет после релиза оригинальной игры. Её издала компания «Новый диск» в формате «золотого издания», сразу включающего в себя оригинал и Age of Mythology: The Titans. Вышедшие в 2014 и 2016 годах Extended Edition и Tale of the Dragon официальной русской локализации не получили.

### Редактор уровней
Редактор уровней Age of Mythology обладает бо́льшим количеством возможностей, чем соответствующий редактор в Age of Empires II. Кроме стандартных функций размещения единиц, редактор позволяет делать участки ландшафта недоступными, благодаря чему автор карты может создавать обширные горные массивы и другие территории, недоступные для действий игрока. Триггеры, популярный аспект геймдизайна Age of Empires II, присутствуют и в Age of Mythology, в частности для создания кат-сцен и спецэффектов.

### Использование в научных исследованиях
Игровой искусственный интеллект игры использовался четырьмя австрийскими исследователями — Кристофом Херманном (нем. Christoph Hermann), Хельмутом Мельхером (нем. Helmuth Melcher), Штефаном Ранком (нем. Stefan Rank) и Робертом Трапплом (нем. Robert Trappl) — в исследовании ценности эмоций в стратегических играх. По их словам, они «интересовались, увеличивает ли сложность игры слияние простой эмоциональной модели с прописанным поведением бота». Результаты исследований показали, что из четырёх исследованных ботов наибольшую вероятность победы над искусственным интеллектом игры показал бот с агрессивной моделью поведения. Ни один из ботов не был побеждён стандартным AI, но «агрессивный» побеждал в среднем на 25 % быстрее. Есть планы будущих исследований, в которых будут сравниваться способности ботов и людей.

## Саундтрек
Саундтрек к Age of Mythology был выпущен 22 октября 2002 под звукозаписывающим лейблом «Sumthing Else». Музыка была написана Стивеном Риппи и Кевином МакМалланом. В качестве источников вдохновения Риппи назвал Питера Гэбриела, Билла Ласвелла, Талвина Сингха и Чада Блэйка. Работа над саундтреком Age of Mythology по словам Риппи была не похожа на всё, что он делал до этого, ему приходилось «писать партию из семидесяти частей для оркестра, а потом лететь в Вашингтон, чтобы записывать её».
Обозреватель сайта «Music4Games» Джей Семерад охарактеризовал музыку Age of Mythology положительно. Он окончил свою рецензию словами

В целом, саундтрек Age of Mythology — это то, что нельзя не послушать. Проще говоря, это один из моих самых любимых саундтреков минувшего года.Оригинальный текст (англ.)In all, the Age of Mythology soundtrack is an experience that should not be missed. It's easily one of my favorite soundtracks from this past year.— 
Семерад был удивлён, что в записи использовались такие инструменты, как най, табла и игрушечное пианино, которые, по его словам, придали инновационное звучание и объединились с электронными эффектами. Единственным критическим замечанием было то, что некоторым второстепенным мелодиям недоставало простой гармонизации и настоящей смелой и инновационной цели.
Список композиций в игре:
| №   | Название                                        | Длительность |
| --- | ----------------------------------------------- | ------------ |
| 1.  | «A Cat Named Mittens (Main Title)»              | 0:52         |
| 2.  | «Eat Your Potatoes»                             | 3:12         |
| 3.  | «Chocolate Outline»                             | 3:24         |
| 4.  | «Never Mind The Slacks And Bashers»             | 3:24         |
| 5.  | «Suture Self»                                   | 3:12         |
| 6.  | «Flavor Cats (In The Comfort Zone)»             | 2:56         |
| 7.  | «Fine Layers Of Slaysenflite»                   | 2:59         |
| 8.  | «Hoping For Real Betterness»                    | 3:04         |
| 9.  | «Adult Swim»                                    | 2:55         |
| 10. | «The Ballad Of Ace LeBaron»                     | 2:58         |
| 11. | «In a Pile of Its Own»                          | 3:21         |
| 12. | «Behold The Great Science Fi»                   | 2:30         |
| 13. | «Have You Met Her Thunder (Trailer Soundtrack)» | 2:17         |
| 14. | «If You Could Use A Doorknob (Victory Theme)»   | 1:05         |
| 15. | «Ma’am… Some Other Sunset (Defeat Theme)»       | 1:16         |
| 16. | «Gary’s Reserve (End Credits)»                  | 3:23         |
| 17. | «Eat Your Potatoes (quiet mix)»                 | 3:12         |

## Отзывы прессы
| Сводный рейтинг              | Сводный рейтинг |
| Агрегатор                    | Оценка          |
| ---------------------------- | --------------- |
| GameRankings                 | 88,67 %         |
| Metacritic                   | 89 %            |
| MobyRank                     | 90 %            |
| Иноязычные издания           |                 |
| Издание                      | Оценка          |
| Game Informer                | 9,5 из 10       |
| GameRevolution               | B+              |
| GameSpot                     | 9,2 из 10       |
| IGN                          | 9,3 из 10       |
| PC Gamer (US)                | 86 %            |
| Русскоязычные издания        |                 |
| Издание                      | Оценка          |
| Absolute Games               | 85 %            |
| PlayGround.ru                | 6,0/10          |
| «Домашний ПК»                | [ 63 ]          |
| «Игромания»                  | 8 из 10         |
| «Страна игр»                 | 7,0/10          |
| Награды                      |                 |
| Издание                      | Награда         |
| Лучшая RTS 2002 по версии AG |                 |

Age of Mythology была хорошо воспринята публикой, достигнув продаж в миллион копий менее, чем за четыре месяца. Игра попала в чарты продаж в США уже в ноябре 2002 года и продолжала оставаться в топах даже в 2004 году. Летом 2018 года, благодаря уязвимости в защите Steam Web API, стало известно, что точное количество пользователей сервиса Steam, которые играли в Age of Mythology: Extended Edition хотя бы один раз, составляет 1 369 504 человека.
Обозреватель IGN Стив Баттс написал, что «наблюдать некоторые фантастические эффекты и правдоподобные анимации — удовольствие. Различия между армиями и природой поразительны». За графику IGN дал игре 9 из 10. Музыку IGN назвал «великой», а о кампании отозвался положительно, не сказав ничего о её длине, но заметив, что «значащая и привлекательная одиночная кампания даёт практически безупречный новый игровой опыт».
Рецензент GameSpot Грег Касавин дал за графику 9 из 10, обосновав тем, что «Age of Mythology — отлично выглядящая игра, заполненная яркими цветами и тщательно детализированной анимацией». О кампании он написал, что «в то время как некоторые миссии кампании показывают необычные обстоятельства или цели, сценарий особо не увлекает».
В Game Revolution отметили графику, как одно из достоинств игры. В рецензии этого журнала также было отмечено, что звук «действительно показывает, какое внимание к деталям продолжает уделять Ensemble».
Рецензент Absolute Games заметил, что игра «чертовски красива», но посчитал, что сходство с предыдущей игрой Ensemble Studios Age of Empires II слишком велико. «…фразой „со времён Age of Empires здесь немногое изменилось“ описывается 90 % аспектов игры» — написал он. Также был отмечен слабый искусственный интеллект игры.
Рецензент «Игромании» посчитал наличие в роликах крупных планов недостатком, потому что на крупных планах видно несовершенство моделей и анимаций. Также «Игромания» обратила внимание на то, что все расы озвучены отдельно (у каждого юнита есть определённый набор реплик на «родном языке»), особо похвалив аутентичное озвучивание викингов. О кампании было сказано, что её надо воспринимать как «подготовку к сражениям по сети».
Автор обзора для портала PlayGround.ru раскритиковал игру по многим параметрам — стилизация под древние цивилизации показалась ему лубочной, игровой процесс — самоповтором по отношению к предыдущим играм Age of, а использование существами уникальных способностей и выстраивание отрядов в боевые формации без микроменеджмента со стороны игрока он посчитал излишним упрощением. При этом рецензент положительно отозвался о графике и саундтреке. Однако в 2019 году, более чем через 16 лет после выпуска игры, на PlayGround появился положительный ретроспективный обзор, автор которого, Дмитрий Балабан, назвал стратегию культовой и вполне хорошей для своего времени, похвалил проработку внутриигровых справочных текстов и звуковое оформление. При этом на обзорной странице игры портал использует не оценку 6,0 из рецензии на оригинал, а более высокую оценку 8,0 из статьи о The Titans.
Брайан Шваб назвал Age of Mythology «примечательным примером современных RTS», который «изменил отношение к управлению юнитами». Он написал, что «эта игра начала подчёркивать важность использования сильнейших юнитов вместо толп слабых. Эти юниты более сильны и способны, но их наём и их потеря обходятся дороже».
Итоговые статистические баллы на Game Rankings, MobyGames и Metacritic были одинаково высоки — 88,67 % на GameRankings, 89 % на MobyGames и 89 % на Metacritic.

### Награды
Игра была номинирована на премию Академии интерактивных искусств и наук в номинациях «лучшая компьютерная игра года» и «лучшая стратегическая игра».
Редакция Ag.ru признала Age of Mythology лучшей RTS 2002 года, тогда как читатели сайта поставили её на третье место после Warcraft III: Reign of Chaos от Blizzard Entertainment и Завоевания Америки от GSC Game World.
Редакция «Игромании» при подведении итогов 2002 года объявила Age of Mythology претендентом на Лучшую многопользовательскую игру, Лучшую стратегию и Самую попсовую игру года, но ни одной награды игра не получила.

## Дополнения и переиздания

### The Titans (2003)
Дополнение The Titans увидело свет 30 сентября 2003 года. Оно добавляет в игру четвёртую культуру — атлантийцев со своими богами, юнитами и особенностями. Среди изменений игрового процесса — петля очереди создания юнитов, божественные способности, которые можно использовать по нескольку раз, но самое главное — возможность создания на поздних стадиях игры титанов — мощных суперюнитов, которых сложно одолеть. Критики восприняли дополнение в основном положительно, хотя оценки были не такими высокими, как у оригинальной игры.

### Age of Empires: Mythologies (Nintendo DS, 2008)
Также на Nintendo DS в 2008 году вышла Age of Empires: Mythologies, ставшая сиквелом к Age of Empires: The Age of Kings, которая содержала в себе элементы геймплея. Разработка была поручена Griptonite Games. Средний балл игры составил почти 79 %.

### Extended Edition (2014)
8 мая 2014 года было выпущено расширенное издание Age of Mythology: Extended Edition, включающее в себя основную игру и дополнение «The Titans». Оно добавляет интеграцию Steamworks, поддержку Twitch, улучшенный режим наблюдателя, улучшенную поддержку современных разрешений экрана, а также переработанную воду и освещение. Визуальная составляющая была переработана на скорую руку — тени получились весьма посредственными, ввиду того, что изначальные текстуры, никак не переработанные, уже были частично затенены, ведь они создавались под совсем другие шейдеры, что сделало итоговую картинку гораздо более тёмной по сравнению с оригиналом. Пользовательсий интерфейс стал выглядеть заметно хуже и беднее оригинала. В целом, издание получило смешанные отзывы — рецензенты хвалили оставшийся неизменным игровой процесс и улучшенные визуальные эффекты, но критиковали оставшиеся низкополигональными модели, озвучку, нестабильно работающий многопользовательский режим и отсутствие нового контента, который мог бы дать возможность полноценно называть издание расширенным, а средний балл на Metacritic составил 66 %

### Tale of the Dragon (2016)
В 2016 году для Steam-версии было выпущено второе дополнение — Tale of The Dragon, разработанное компанией SkyBox Labs, также работавшей над расширенным изданием. Дополнение добавило в игру пятую фракцию — китайскую цивилизацию, которой управляют боги Фу Си, Нюйва и Шэнь-нун, а также новая сюжетная кампания. Последовавшие рецензии были в основном негативными — критиковались недостатки искусственного интеллекта новых цивилизаций, скудность сюжета и обилие багов.

### Retold (ПК, XBOX, 2024)
Age of Mythology: Retold — предстоящий ремастер оригинальной игры, по степени изменений более масштабный, чем ранее выпущенный Extended Edition. Планируется к выпуску в 2024 году для ПК и XBOX. По сравнению с незначительными изменениями в механике и неоднозначными переделками графики 2014 года, новое переиздание предлагает абсолютно новые, отрисованные с нуля текстуры и трёхмерные модели с большим количеством деталей, поддержку трассировки лучей, новые функции и настраиваемые параметры. Предполагается перенести игру на более современную версию движка Bang, в последний раз применённую в Age of Empires III: Definitive Edition. В предварительном описании игры на странице в Steam отсутствует китайская цивилизация из разгромленного критиками дополнения Tale of the Dragon; при этом в описании по-прежнему присутствуют греческая, египетская, скандинавская и атлантийская культуры.